# 吉田孝雄
吉田 孝雄（よしだ たかお、1901年5月12日 - 1979年1月24日）は、日本の経営者。東京都出身。

## 経歴
1924年に東京帝国大学工学部航空学科を卒業し、同年に中島飛行機に入社。設計主任として、多くの海軍機の設計に携わり、1955年に岩崎通信機社長を経て、1956年から1963年までに富士重工業社長を務めた。
1962年5月に藍綬褒章を受章し、1971年4月に勲二等瑞宝章を受章。
1979年1月24日肺癌のために死去。77歳没。